# Šunka, šunka
Šunka, šunka (orig. Jamón, jamón) je španělské filmové komediální drama režiséra Bigase Luny z roku 1992. V hlavních rolích se objevili Javier Bardem, Jordi Mollà a Penélope Cruzová, pro niž to byl filmový debut.

## Děj
Silvia, atraktivní španělská žena, připravuje omelety pro dělníky v továrně na spodní prádlo, kterou vlastní rodina José Luise. Poté, co dvakrát nemá menstruaci, řekne José Luisovi, že je s ním těhotná. Myslí si, že na to bude špatně reagovat. K Silviině překvapení a radosti jí ale José vyzná lásku a pomocí prstenu z víčka od plechovky ji požádá o ruku. Silvia souhlasí. I přes nízkou materiální hodnotu pak Silvia tento prsten ochraňuje.
José má potom problém vše prozradit své arogantní matce Conchitě. Ta se sňatkem nesouhlasí a když jí její manžel odmítne pomoci svatbě zabránit, vezme věci do vlastních rukou. Najme Raúla, modela na spodní prádlo, aby Silvii svedl. Conchita doufá, že to zničí vztah Silvie a José Luise a zabrání tak svatbě. Raúl se pak několikrát pokouší Silvii svést, ale ta odmítá a stále trvá na tom, že si vezme Josého. Raúl se pak ale doopravdy do Silvie zamiluje. Conchita zase touží po Raúlovi a nabízí mu cokoli za to, když s ní bude mít sex. Raúl si vybere motorku Yamaha. Přes počáteční nezájem o Conchitu se tak stane jejím milencem.
Josého neschopnost rozhodnout se, zda si vezme Silvii i bez matčina souhlasu, vede Silvii k touze po skutečném rozhodném muži. Začne se zajímat o Raúla. Conchita nesouhlasí ani s tímto vztahem, protože chce Raúla pro sebe. Silvia začne opětovat Raúlův zájem o ni, což rozčílí Josého. Ten Silvii znásilní a přísahá, že Raúla zabije.
José načapá Raúla při sexu s Conchitou, což vyústí ve rvačku pomocí velkých kusů šunky. Raúl nakonec Josého zabije, Conchita za to cítí odpovědnost. Když pár truchlí nad Josého tělem, přijede Josého otec se Silvií a později také Silviina matka.

## Obsazení
| Penélope Cruzová      | Silvia                         |
| Javier Bardem         | Raúl Gonzales                  |
| Jordi Mollà           | Jose Luis                      |
| Stefania Sandrelliová | Conchita                       |
| Anna Galiena          | Silviina matka, prostitutka    |
| Juan Diego            | otec Jose Luise                |
| Tomás Penco           | José Gabrieles, Raúlův kamarád |